# Erbbegräbnis der Familie von Lestwitz-Itzenplitz

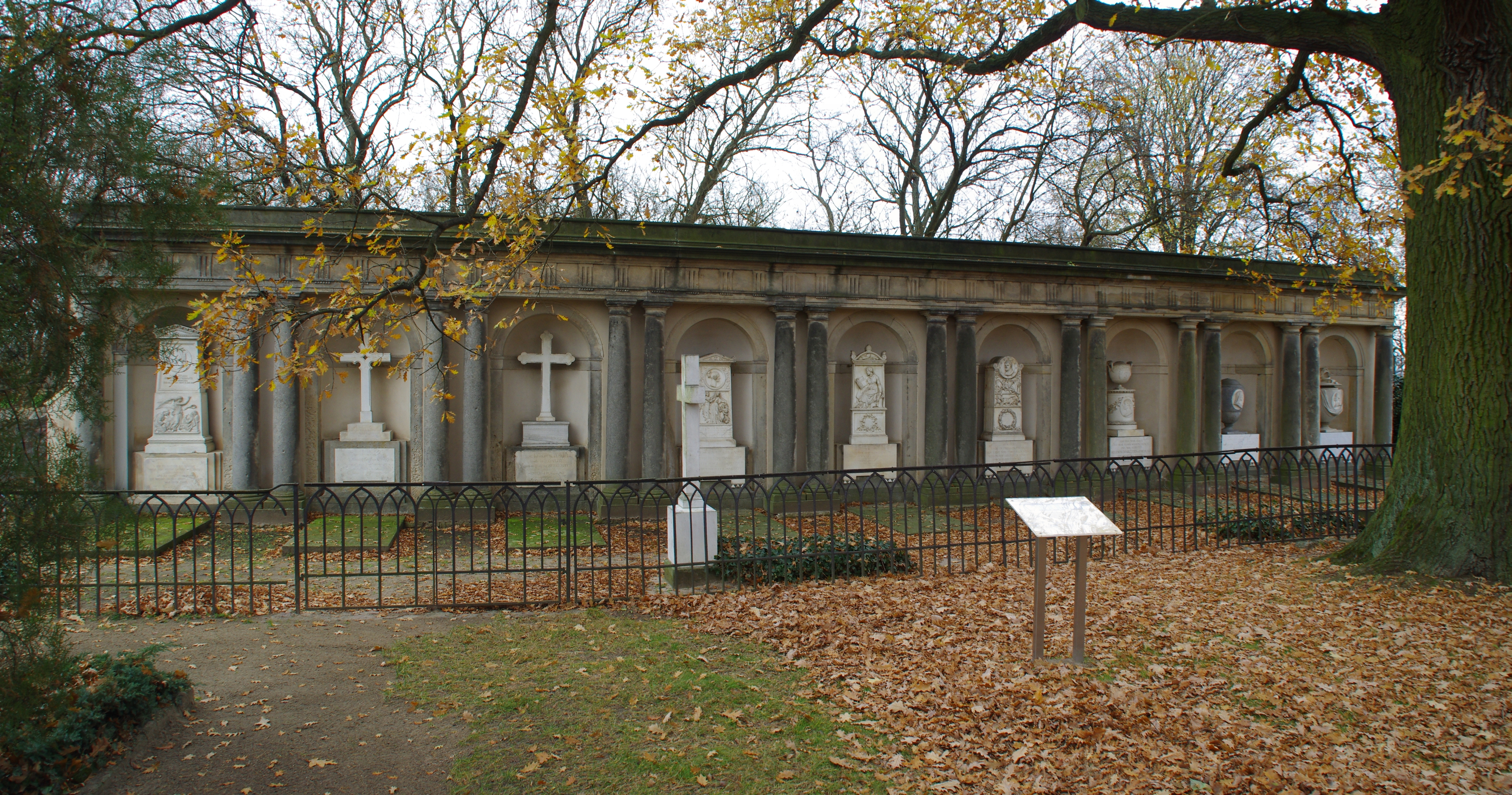
Das Erbbegräbnis

Das Erbbegräbnis der Familie von Lestwitz-Itzenplitz-Oppen befindet sich auf dem hinteren Teil des Friedhofes von Kunersdorf in der Gemeinde Bliesdorf südlich von Wriezen. Es wurde für die Familien von Lestwitz, von Itzenplitz und von Oppen, den Gutsbesitzerfamilien von Kunersdorf, errichtet. Der Friedhof liegt hinter der Dorfkirche Kunersdorf an der B167.

## Das Erbbegräbnis
| 10/11 |  | 9 8 7 6 5 4 3 2 1 | 9 8 7 6 5 4 3 2 1 | 9 8 7 6 5 4 3 2 1 | 9 8 7 6 5 4 3 2 1 | 9 8 7 6 5 4 3 2 1 | 9 8 7 6 5 4 3 2 1 | 9 8 7 6 5 4 3 2 1 | 9 8 7 6 5 4 3 2 1 | 9 8 7 6 5 4 3 2 1 |
|       |  |                   |                   |                   |                   |                   |                   |                   |                   |                   |
| 12    |  |                   | 13                |                   | 14                |                   | 15                |                   | 16                |                   |

Die Grundgestalt des Erbbegräbnisses wurde im Jahr 1790 nach Plänen von Carl Gotthard Langhans im Stil des deutschen Klassizismus entworfen. Eine Säulenkolonnade in dorischer Ordnung bildet den Grundstock des Begräbnisses. Die Kolonnade enthält neun Nischen für die Grabmale, die sowohl in Stelenform als auch in Urnenform existieren. Vor jeder Nische befindet sich eine Sandsteinplatte als Grabplatte. Das Erbbegräbnis ist in Sandstein ausgeführt, die Urnen und Stelen sind aus Marmor. Um das Erbbegräbnis steht ein Gitter. Vor und neben der Säulenkolonade befinden sich weitere Gräber. Das Erbbegräbnis wurde von 1995 bis 1997 restauriert.

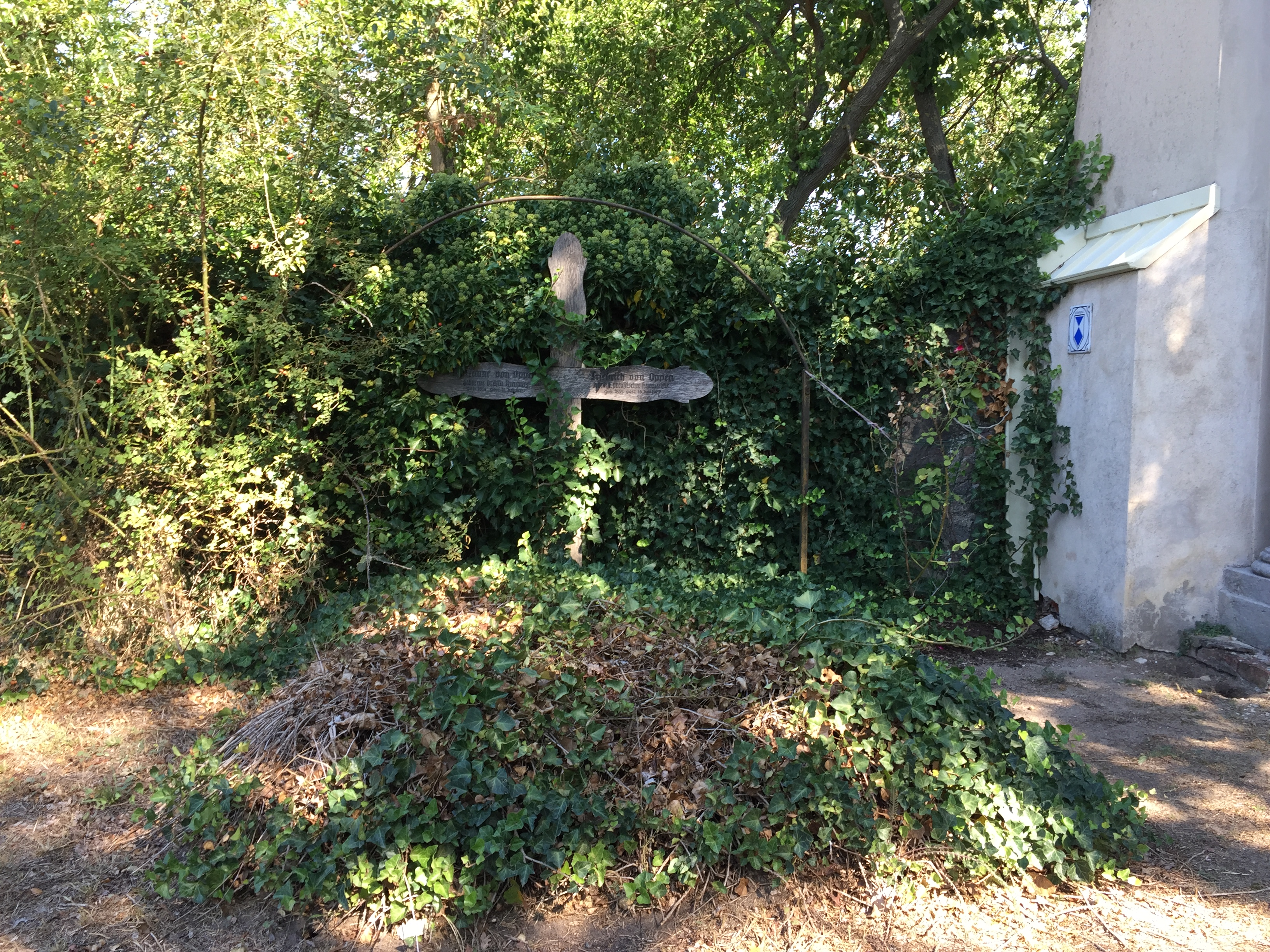
10./11. Marianne Luise von Oppen/Friedrich von Oppen
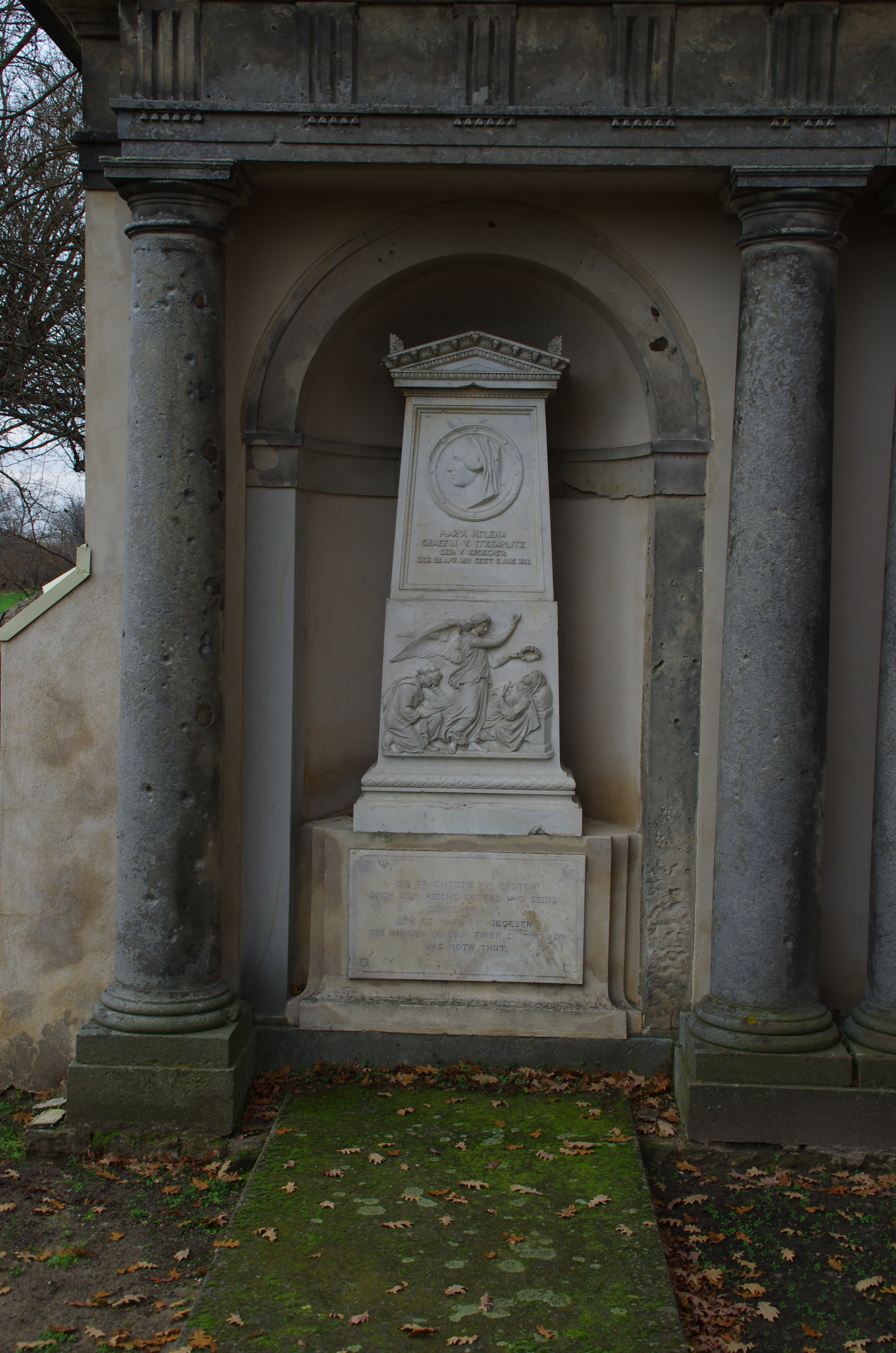
9. Maria Helena von Itzenplitz
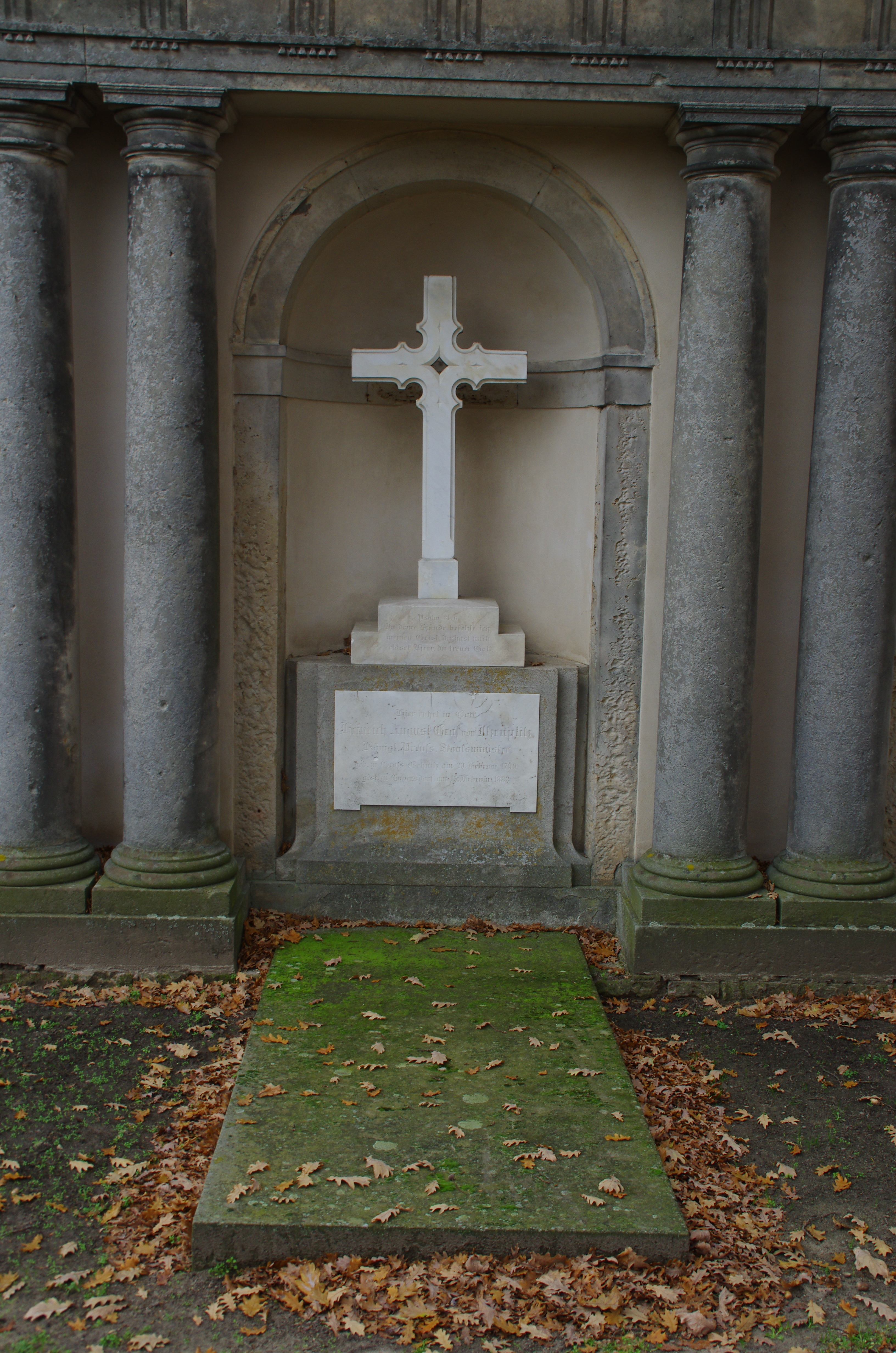
8. Heinrich August von Itzenplitz
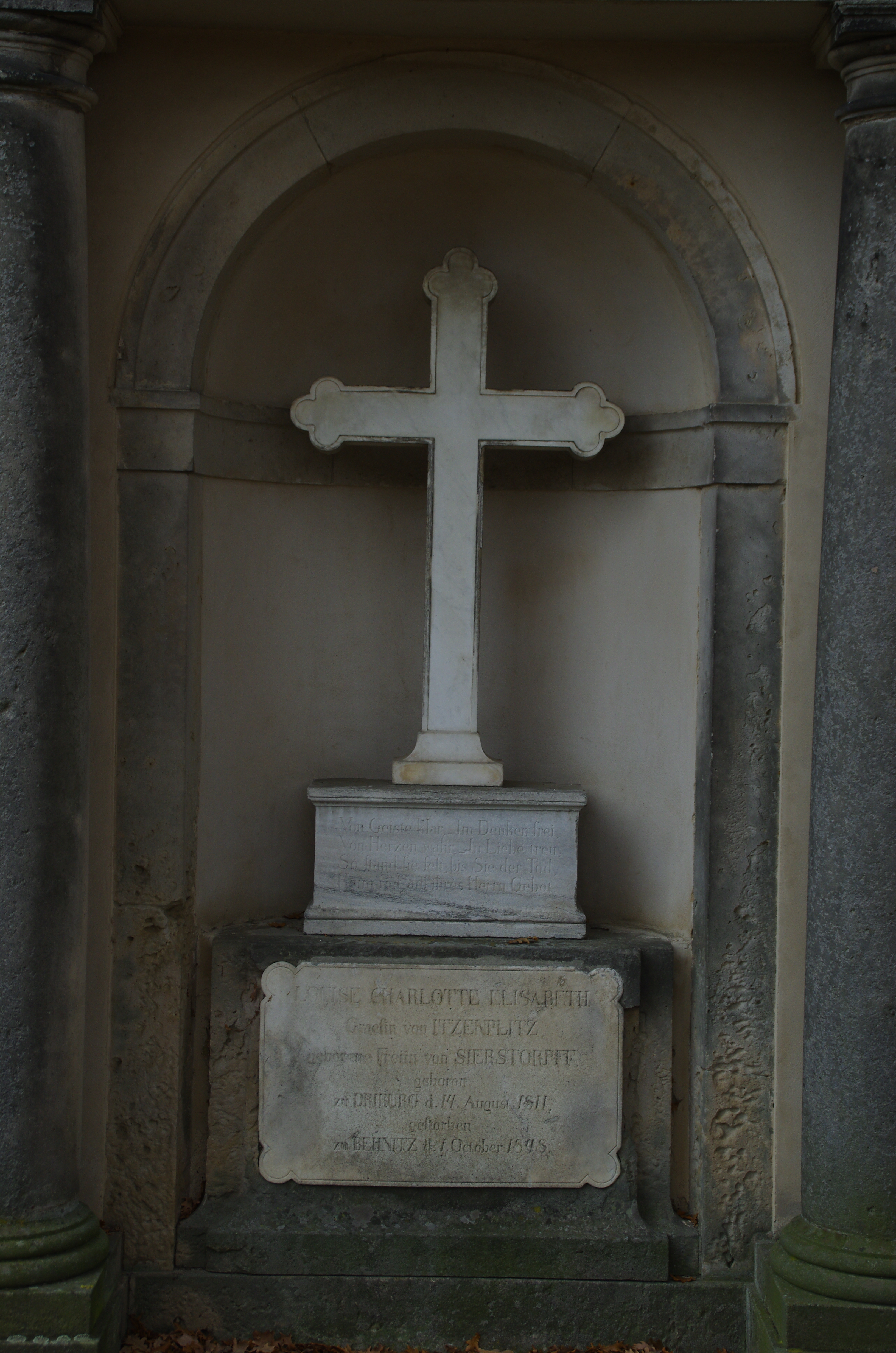
7. Charlotte Elisabeth von Itzenplitz
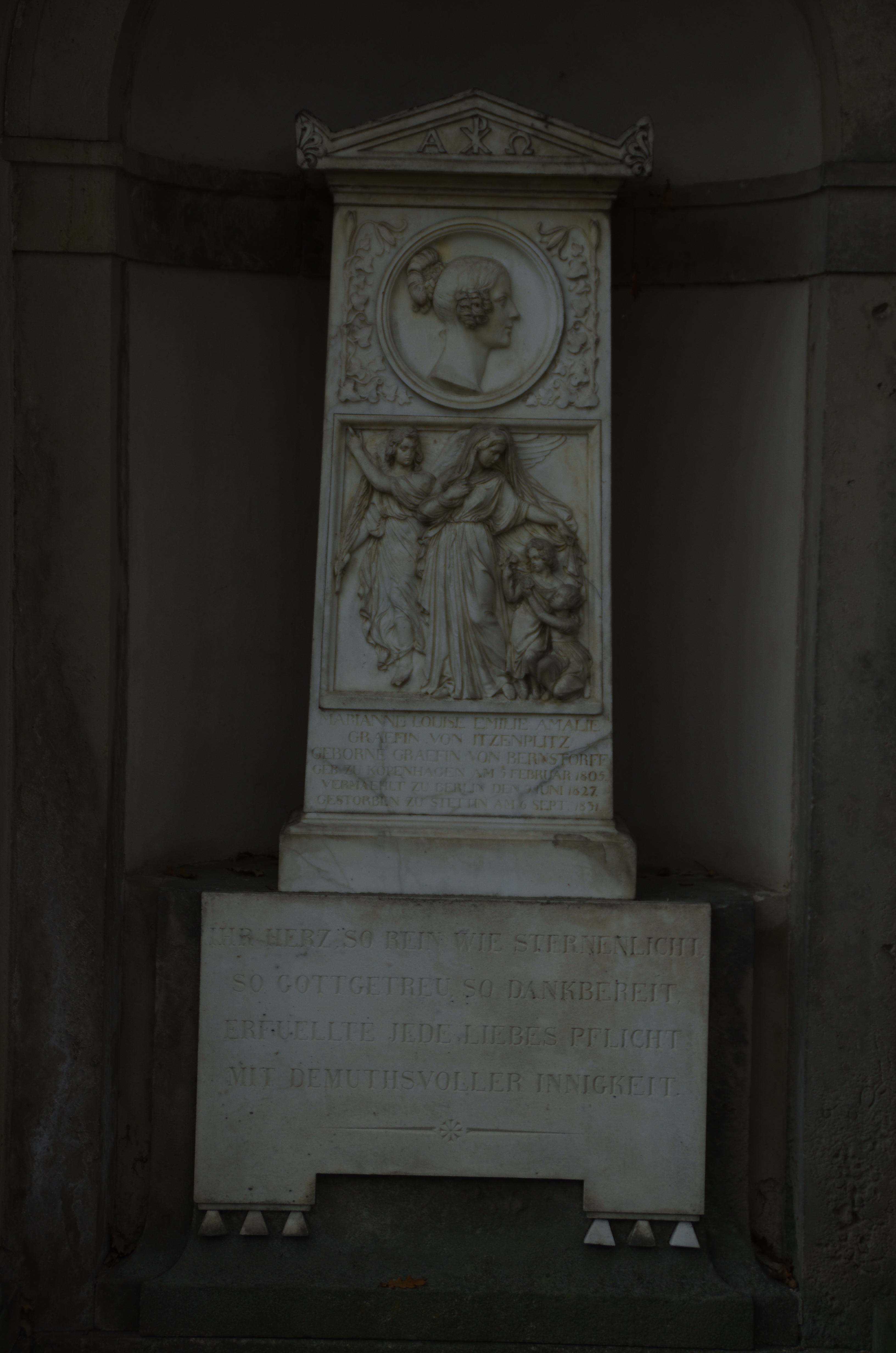
6. Marianne Louise von Itzenplitz
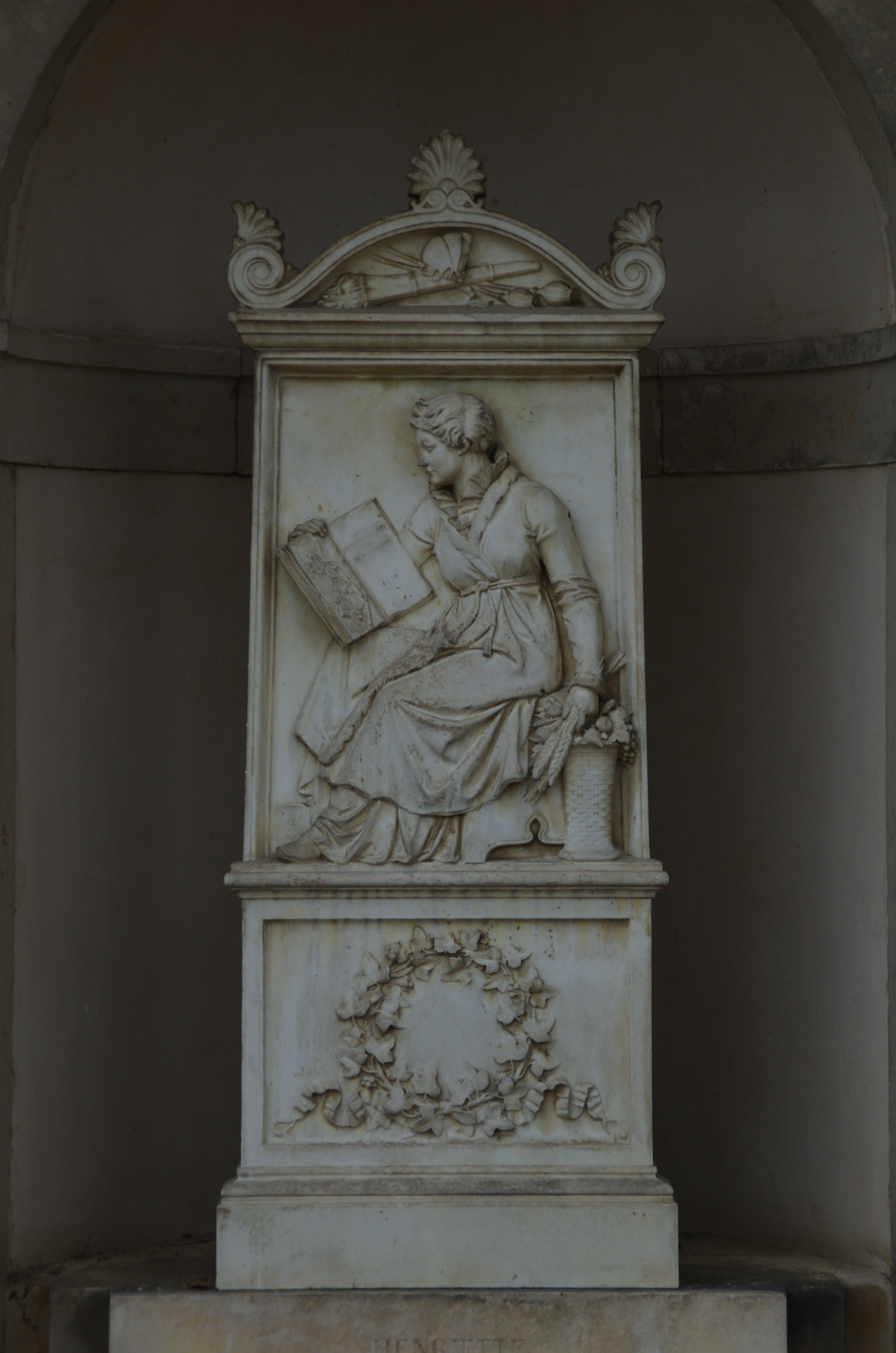
5. Grab Henriette Charlotte von Itzenplitz
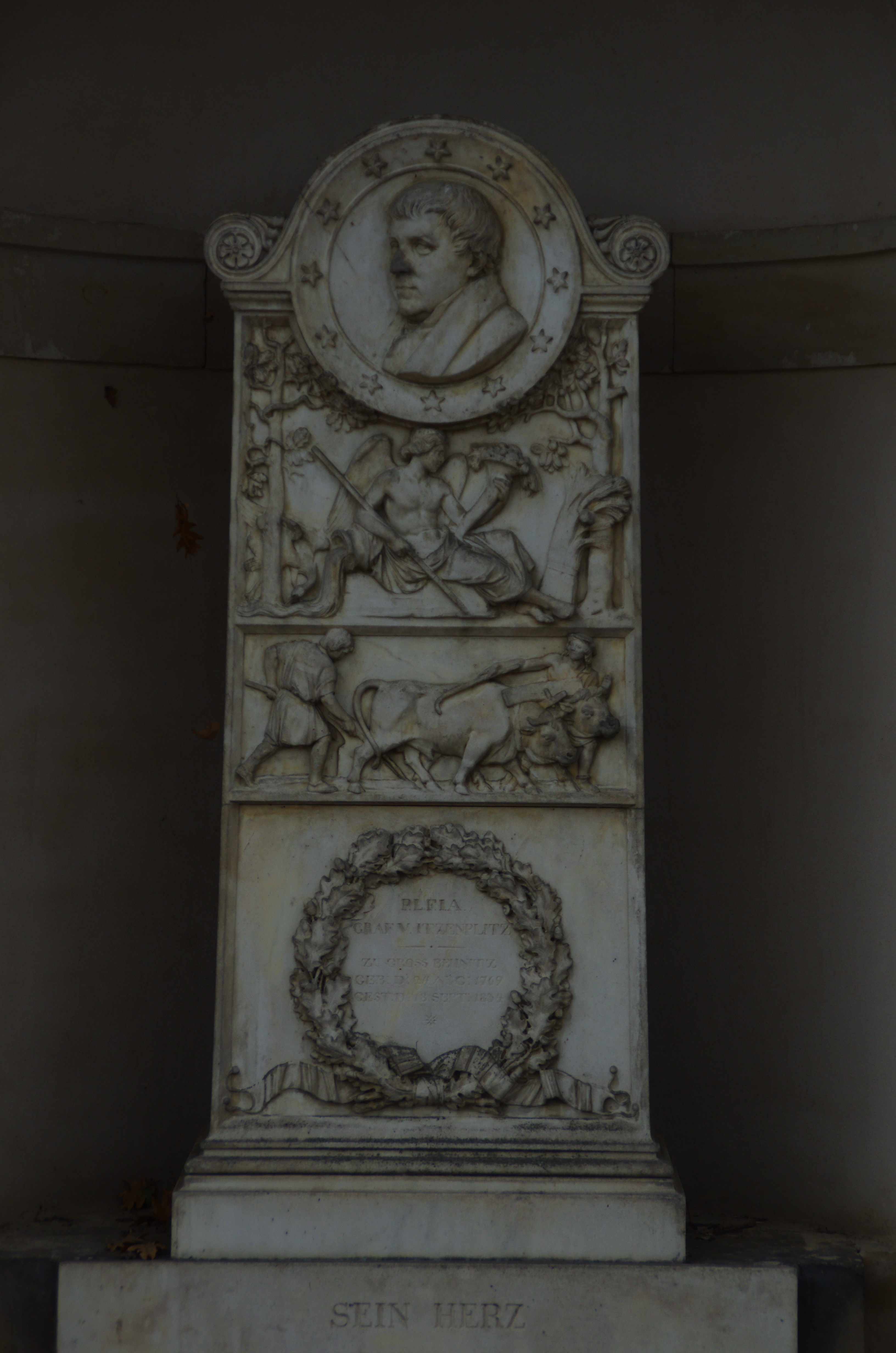
4. Peter Alexander von Itzenplitz
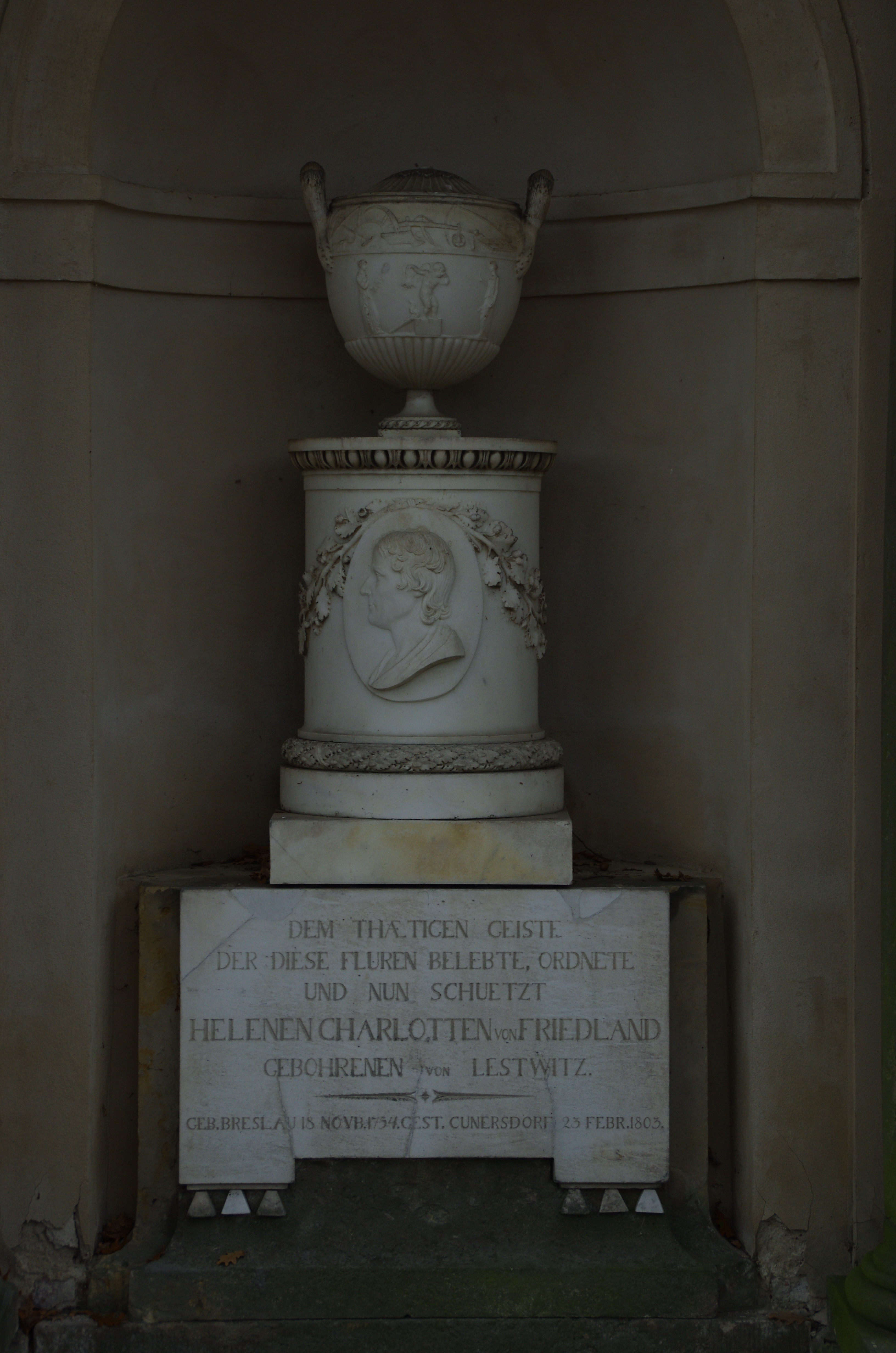
3. Helene Charlotte von Friedland
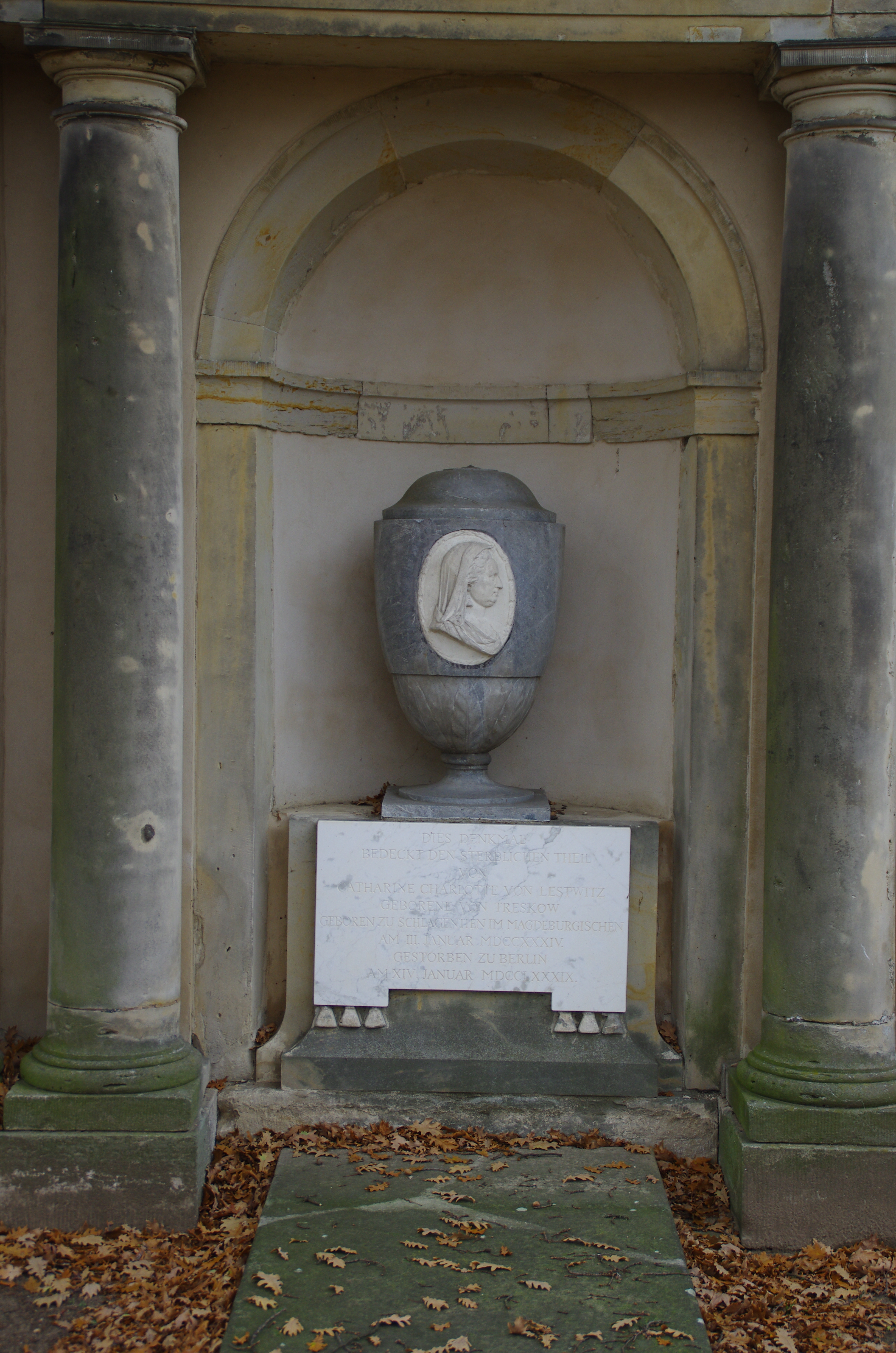
2. Catharina Charlotte von Lestwitz
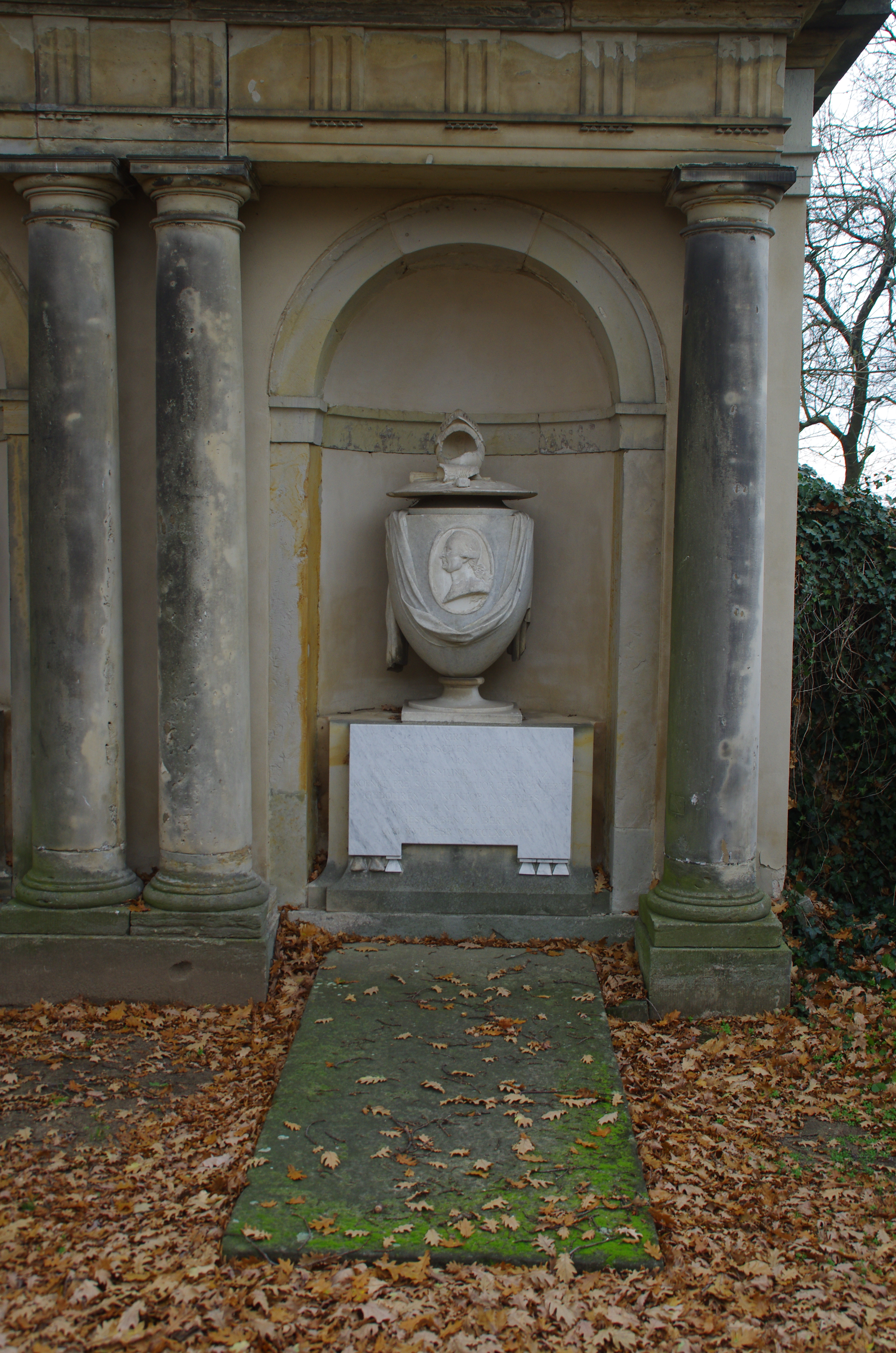
1. Hans Sigismund von Lestwitz

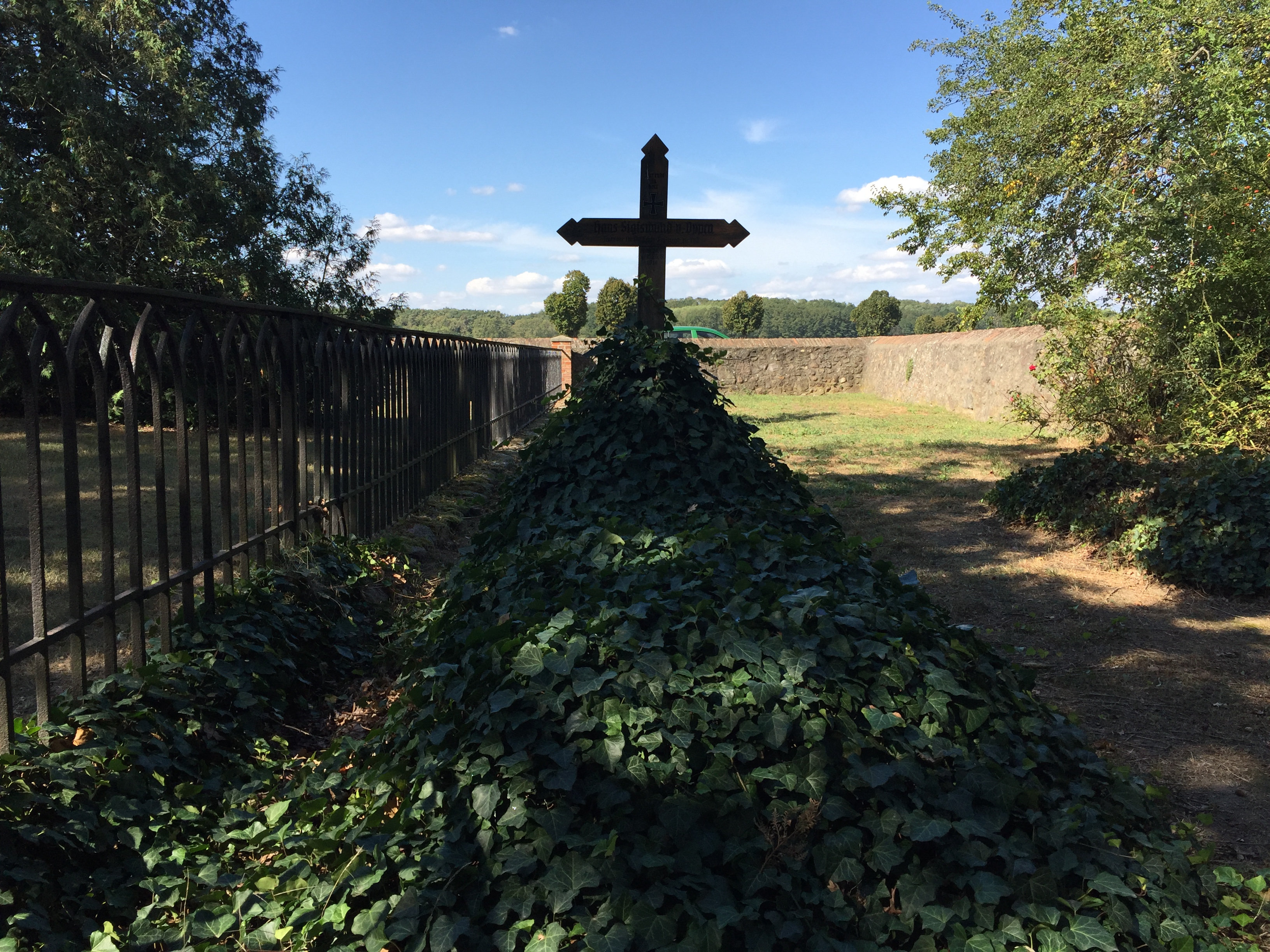
12. Hans Siegismund von Oppen
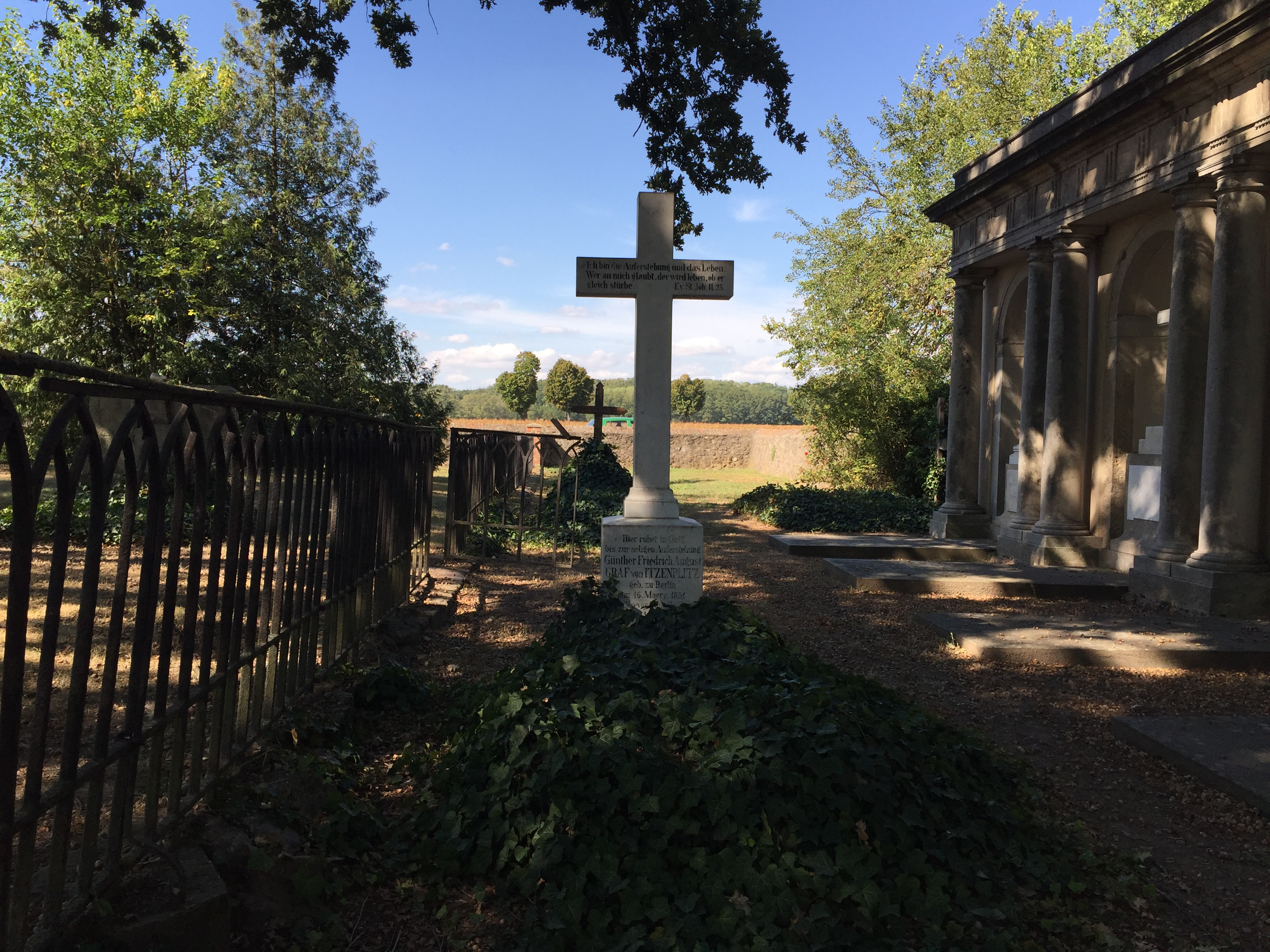
13. Günther Friedrich August Graf von Itzenplitz
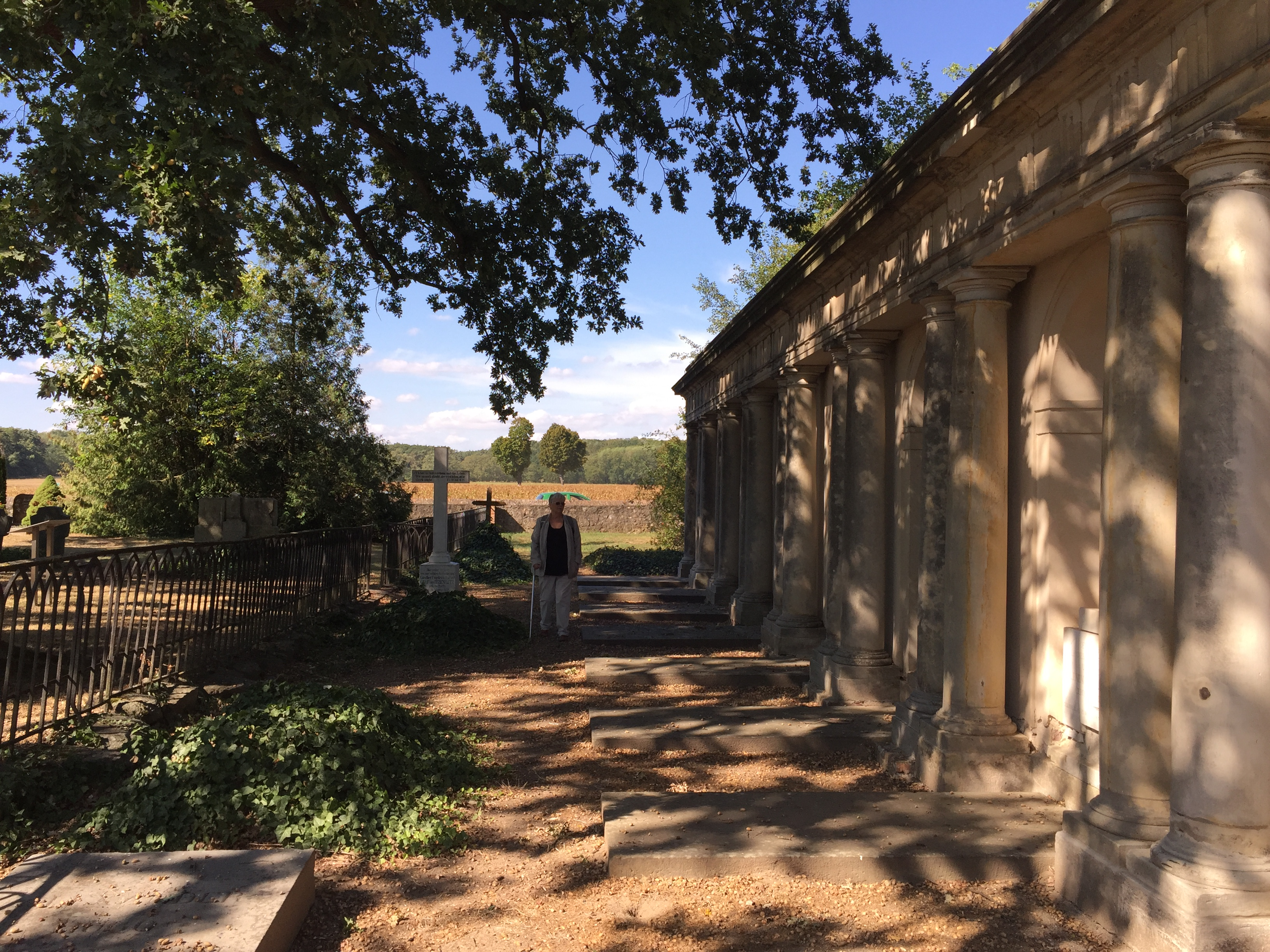
14. Charlotte Malie von Dziembowska, geb. Gräfin Itzenplitz
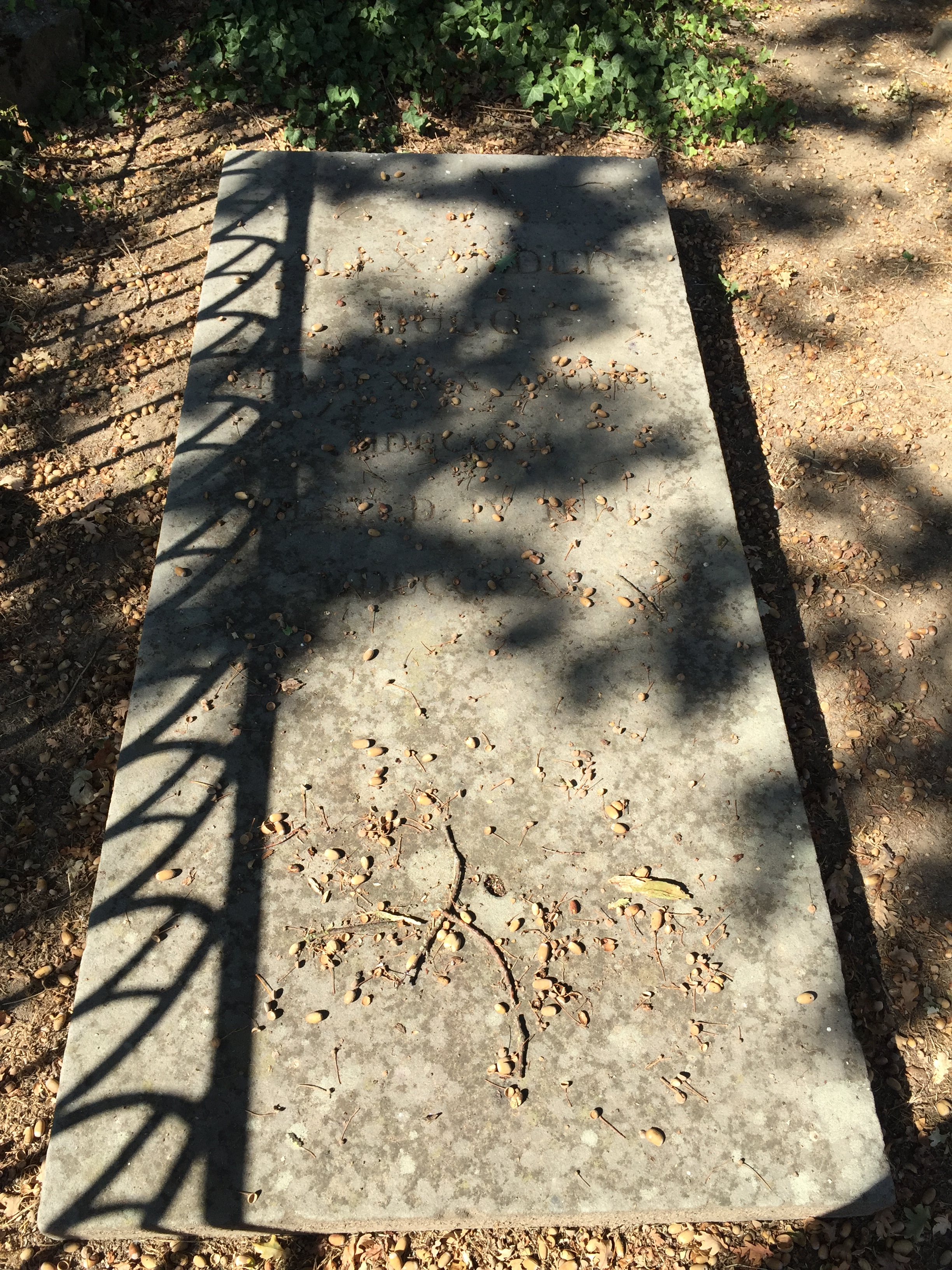
15. Alexander Hugo

1. Generalmajor Hans Sigismund von Lestwitz (1718–1788), Ehemann von Catharina Charlotte von Lestwitz, Urne zeigt ein Reliefporträt des Verstorbenen, Grabstelle von Johann Gottfried Schadow, Inschrift: „Gruft des irdischen Überrests von Hans Siegismund von Lestwitz koenigl. preus. Generalmajor der Infanterie gebohren zu Kontop in Schlesien am XIX Junius MDCCXVIII gestorben zu Berlin am XVI Febr, MDCCLXXXVIII“
2. Catharina Charlotte von Lestwitz geb. von Treskow (geb. 3. Januar 1734 in Schlagentien; gest. 14. Januar 1789 in Berlin), Ehefrau von Hans Sigismund von Lestwitz, Urne zeigt ein Reliefporträt der Verstorbenen, Grabstelle von Johann Gottfried Schadow, Inschrift „Dies Denkmal bedeckt den sterblichen Theil von Catharine Charlotte von Lestwitz geborene von Treskow geboren zu Schlagentien im Magdeburgischen am III. Januar MDCCXXXIV gestorben zu Berlin am XIV Januar MDCCLXXXIX“
3. Helene Charlotte von Friedland, geb. Lestwitz (1754–1803), Grabmal von 1803 von Heinrich Keller; auf einer kurzen Säule befindet sich eine Urne, Urneninschrift: „Dem thaetigen Geist, der diese Fluren belebte, ordnete und nun schuetzt Helenen Charlotten von Friedland gebohrenen von Lestwitz . Geb. Breslau 18. Novb. 1734. Gest. Cunersdorf 23. Febr. 1803“
4. Peter Alexander von Itzenplitz (1768–1834), Stele von Christian Daniel Rauch zeigt die Trockenlegung des Oderbruchs, Inschrift: „Sein Herz reich an umfassender Liebe sein Geist voll Durst nach Wissen wirkte mit lebendiger Einsicht und beharrlicher Kraft was in dauernder Frucht uns trostvoll umgiebt“. Überführt nach Kunersdorf 1835.
5. Henriette Charlotte von Itzenplitz (1772–1848), Ehefrau von Graf Peter Alexander von Itzenplitz, Stele von Christian Daniel Rauch zeigt die Tote beim Lesen eines botanischen Werkes, Inschrift: „Henriette Charlotte Graefin von Itzenplitz geborene von Borcke, genannt von Friedland geboren zu Potsdam 18. Juli 1772, vermaehlt zu Kunersdorf 23. September 1792, gestorben zu Berlin 13. April 1848“
6. Marianne Louise Emilie Amalia Gräfin von Itzenplitz, geb. von Bernstorff (geb. 5. Februar 1805 in Kopenhagen; gest. 6. September 1831 in Stettin), heiratete am 9. Juni 1827 in Berlin Heinrich August von Itzenplitz, Grabstele von Christian Friedrich Tieck nach einem Entwurf von Karl Friedrich Schinkel, Inschrift: „Marianne Louise Emilie Amalie Graefin von Itzenplitz geborne Graefin von Bernstorff geb. zu Kopenhagen am 5. Februar 1805 vermaehlt zu Berlin den 9. Juni 1827 gestorben zu Stettin am 6. Sept. 1831“, 2. Inschrift: „Ihr Herz so rein wie Sternenlicht so gottgetreu so dankbereit erfuellte jede Liebespflicht mit demutsvoller Innigkeit“
7. Luise Charlotte Elisabeth Gräfin von Itzenplitz, geborene von Sierstorpff (geb. 14. August 1811 in Driburg; gest. 1. Oktober 1848 in Behnitz), heiratete Anfang Januar 1833 Heinrich Friedrich von Itzenplitz in dessen zweiter Ehe: Marmorkreuz, Inschrift: „Louise Charlotte Elisabeth Graefin von Itzenplitz geborene Freiin von Sierstorpff geboren zu Driburg d. 14. August 1811 gestorben zu Behnitz d. 1. Oktober 1848“, 2. Inschrift: „Von Geiste klar, Im Denken frei, Von Herzen wahr, In Liebe treu, So stand sie fest, bis Sie der Tod, ... Ihres Herrn Gebot“
8. Heinrich August von Itzenplitz (1799–1883), Marmorkreuz, heiratete am 9. Juni 1827 in Berlin Marianne Louise Emilie Amalie von Sierstopff, Inschrift: „Hier ruht in Gott Heinrich August Graf von Itzenplitz Königl. Preuß. Staatsminister geb. zu Groß Behnitz am 23. Februar 1799 gest. zu Cunersdorf am 15. Februar 1883“, 2. Inschrift: „Psalm 31,6 In deine Hände befehle ich meinen Geist; du hast mich erlöst, Herr, du treuer Gott.“
9. Maria Helena von Itzenplitz, geborene von von Kröcher, (geb. 22. April 1812, gest, 6. August 1853), Grabstein von Hugo Hagen, im oberen Bereich ein Reliefporträt der Verstorbenen, im unteren Bereich ein Relief, auf dem der Sterbenden von einem Todesengel ein Kranz gereicht wird, der das ewige Leben bringt, Inschrift: „Maria Helena Graefin v. Itzenplitz geb. v. Kroecher. geb. 22. Apr. 1812 gest. 6. Aug. 1853“, 2. Inschrift: „Sie trachtete am ersten nach dem Reich Gottes und seiner Gerechtigkeit und es ward ihr gegeben die ihrige zu dem einen zu fuehren was Noth thut“
10. Marianne Louise Marie Friederike von Oppen, geb. Gräfin von Itzenplitz (geb. 18. Juli 1853 in Kunersdorf; gest. 11. Juli 1929 zu Kunersdorf), heiratete am 8. (9.) Januar 1884 in Berlin Friedrich von Oppen
11. Friedrich von Oppen (geb. 20. Dezember 1855 in Berlin; gest. 15. Juni 1929 zu Bad Gastein), königlich preußischer Kammerherr und Zeremonienmeister am Hof Kaisers Wilhelm II., Premierleutnant der Reserve a. D., heiratete am 8. (9.) Januar 1884 in Berlin Marianne Louise Marie Friederike von Itzenplitz
12. Hans Sigismund von Oppen (1887–1914), Leutnant im 1. Garde-Regiment zu Fuß, tödlich verwundet im Ersten Weltkrieg bei Ermeton, Belgien
13. Günther Friedrich August Graf von Itzenplitz (1851–1870), Fahnenjunker im Husaren-Regiment „von Zieten“ (Brandenburgisches) Nr. 3, gefallen in der Schlacht bei Mars-la-Tour (Frankreich)
14. Charlotte-Amalie von Dziembowski, geb. Gräfin von Itzenplitz (1795–1846)
15. Alexander Hugo (30. August 1807–1830), seine älteste Schwester Charlotte war Patenkind der Frau von Friedland
16. Carl Gottlieb Huss (1730–1801), Administrator in Kunersdorf und erster Mitarbeiter der Frau von Friedland